# Grand Theft Auto V
Grand Theft Auto V, popularment conegut com a GTA V o GTA 5, és un videojoc d'acció i aventura en un món obert desenvolupat per Rockstar North. És el cinquè gran llançament de la sèrie Grand Theft Auto després dels seus predecessors Grand Theft Auto III (2001), Grand Theft Auto: Vice City (2002), Grand Theft Auto: San Andreas (2004) i Grand Theft Auto IV (2008). Va sortir a la venda el 17 de setembre de 2013. El primer tràiler del joc va ser llançat el 2 de novembre de 2011. El segon tràiler està disponible a la pàgina web oficial del joc des del dia 14 de novembre de 2012. Tot i que encara es desconeixen totes les plataformes per a les que estarà disponible GTA V, se sap amb certesa que sí que ho estarà per a Play Station 3 i Xbox 360. El joc transcorrerà a la ciutat fictícia de Los Santos. Una ciutat basada al sud de Califòrnia que ja es va poder veure a Grand Theft Auto: San Andreas. No obstant això en aquesta ocasió, el mapa serà molt més gran (segons el creadors, serà 3,5 vegades més gran que el del videojoc Red Dead Redemption), és a dir que tindrà una superfície superior a la de Grand Theft Auto: San Andreas, GTA IV i L.A. Noire junts. A més la ciutat estarà recreada en alta resolució, el que farà possible que el jugador gaudeixi d'un aspecte visual molt més atractiu i real que en els anteriors jocs de la saga. A part hi haurà molts més vianants als carrers i aquests es mouran amb major intel·ligència del que ho feien fins ara. Una de les principals novetats que presentarà GTA V és la possibilitat de poder escollir quin dels tres personatges protagonistes vol controlar l'usuari en cada missió. Aquests personatges seran personalitzables, és a dir que se'ls podrà canviar de roba encara que no será possible modificar la seva alçada o complexió física. Per primera vegada en la saga, els protagonistes tindran un smartphone. També hi haurà un gran varietat de vehicles, entre ells avions, i d'activitats lúdiques per fer, com per exemple jugar a golf o a tennis, llançar-se en paracaigudes, fer ioga i fins i tot participar en un triatló. Rockstar Games va anunciar que el joc comptarà amb seva pròpia banda sonora, que s'alternarà amb l'emissora de ràdio que tingui seleccionada el jugador en aquell moment. Al GTA V no es podran adquirir propietats a diferència d'antigues versions de la saga. Jesse Divnich, analista de la prestigiosa empresa EEDAR (Electronic Entertainment Design and Research), va declarar en una entrevista feta al mes de novembre del 2012 que GTA V assolirà els 25 milions de vendes, sigui quin sigui el mes que surti a la venda, ja que és sens dubte el videojoc més esperat dels últims anys. Llista de personatges de Grand Theft Auto V

## Argument
A Franklin Clinton, que treballa com embargant de vehicles en un concessionari de cotxes, juntament amb el seu super amic Lamar Davis, se li demana recuperar un vehicle pertanyent al fill de Michael, Jimmy, qui està endarrerit en el pagament de super adquisicions. Deduint que el seu fill està a punt de convertir-se en una víctima d'un frau de Crèdit, Michael s'amaga en el vehicle i s'enfronta a Franklin. Quan aquest condueix de camí a concessionari, l'obliga a estavellar el cotxe contra la vidriera del local. Finalment ell i De Santa es converteixen en amics.
Posteriorment, quan Michael descobreix la seva dona Amanda al llit amb el seu entrenador de tenis Kyle Chavis, ell i Franklin ho persegueixen fins a una mansió, la qual Michael destrueix amb fúria. Per a la seva mala sort, la propietat pertany a Natàlia Zverovna, l'amant del narcotraficant mexicà Martín Madrazo, dona que resultava ser alumna del susdit entrenador. Madrazo localitza a De Santa i li exigeix una indemnització. Ells accedeixen a pagar el seu deute mitjançant els diners obtinguts d'un robatori a una sucursal de la cadena de joieries Vangelico. Trevor Philips, l'altre supervivent del robatori en Ludendorff, s'assabenta l'atracament veient la televisió. En aquest moment s'adona que l'autor no podia ser un altre que el mateix Townley, en reconèixer per una frase el que va dir el dia del robatori inicial. Aquí és quan irromp en la vida del seu excompany, després d'haver-li seguit la pista a Los Santos.
Mentrestant, la vida personal dels protagonistes comença a sortir de control. La inesperada reaparició de Trevor desencadena un comportament imprudent i erràtic en Michael Townley, el que impulsa a la seva família a marxar de casa. Així mateix, els intents de Michael per fer alguna cosa en la vida el porten amb Devin Weston, un multimilionari capitalista de risc i inversionista corporatiu, qui desenvolupa un ressentiment contra ell. Franklin es veu pertorbat per la forma en què Lamar cau sota la influència de Harold «Stretch» Joseph, un gàngster que va desertar a la banda dels Familiars durant la seva estada a la presó, passant-se a l'enemic (els Ballas) i repetidament intenta matar Lamar per provar-se a si mateix davant els seus nous aliats. Per la seva banda, Trevor fa els seus esforços per consolidar el seu poder i control sobre el mercat de la metamfetamina al comtat de Blaine, després d'haver rebel·lat contra la banda de motociclistes The Lost, els mexicans Varrios Els Asteques, els salvadorencs La Marabunta Gran, traficants de metamfetamina locals, mercenaris contractats pel govern i contra una tríada liderada per Wei Cheng, una de les figures més importants en el món de l'hampa xinès.
A mesura que avança la trama, Michael es veu obligat pels agents de l'FIB, Dave Norton i el seu company Steve Haines, a realitzar una sèrie d'operacions amb Clinton i Philips amb l'objectiu de soscavar una agència rival, l'IAA. Sota ordres d'Haines, el trio ataca l'edifici de la IAA, roben un camió blindat amb fons destinats a la IAA i assalten un banc que conté la nòmina de tots els policies corruptes i funcionaris públics de Los Santos. No obstant això, Michael i Trevor es veuen obligats a amagar-se temporalment al comtat Blaine després que Philips segrestés a la dona de Madrazo després de no rebre una compensació per realitzar un treball per aquest. Ja que Steve està sota creixent investigació pels seus mètodes, força al grup a entrar a la seu del FIB i esborrar qualsevol evidència dels seus servidors que pugui ser utilitzada contra ell. Michael té l'oportunitat d'esborrar totes les dades de les seves pròpies activitats en el procés, destruint tot el xantatge d'Haines sobre ell. Després de convèncer Trevor per tornar a l'esposa de Madrazo, comencen a fer plans per al cop més gran que mai puguin imaginar: assaltar la reserva de lingots d'or d'Union Depository.
Després de tornar a Los Santos, Michael fa les paus amb la seva família i tornen a viure junts. No obstant això, Trevor descobreix que Brad, l'altre còmplice de l'atracament de Ludendorff, va ser assassinat i no està a la presó com se li va fer creure. En el seu lloc, va ser enterrat a la tomba destinada per Michael. Philips se sent traït per Michael, fet que causa fricció dins del grup i amenaça de destruir els seus plans per al robatori a Union Depository.
Posteriorment, quan De Santa i Norton es veuen embolicats en un enfrontament múltiple en què s'impliquen el FIB, la IAA i l'empresa de seguretat privada Merryweather, Trevor acudeix en la seva ajuda, expressant que només ell té el dret de matar Michael. Tot i no perdonar-ho, Philips indica que només se separarà del grup després de dur a terme l'atracament a Union Depository.
El cop és un èxit, però Franklin és pressionat per Haines i Weston per assassinar Trevor i Michael, respectivament. Clinton té tres opcions: matar Trevor, a Michael o permetre'ls viure però arriscar la seva vida i enfrontar als seus enemics. En cas que Franklin assassini a qualsevol dels dos, aquest torna a la seva antiga vida i cessa el contacte amb el supervivent. Alternativament, si no mata cap, el trio uneix forces per resistir una envestida el FIB i Merryweather per després assassinar Stretch, Wei Cheng, Steve Haines i Devin Weston. Amb tots els seus enemics eliminats, els tres queden d'acord en deixar de treballar junts, però seguir amb l'amistat.

## Sistema de joc
Rockstar Games va voler canviar la jugabilitat de GTA V en comparació a les anteriors entregues. En aquesta ocasió la companyia va combinar els moviments fluids del joc Red Dead Redemption, com ara córrer o cobrir-se, i els efectes del joc Max Payne 3 com el bullet time, per aquesta sensació de primera persona en un joc de tercera persona. També, va canviar la mecànica de conducció amb el seu predecessor: després d'haver escoltat les queixes i reclamacions dels seus fanàtics, la companyia va voler oferir una nova manera de sensació al conduir. Anteriorment, amb GTA IV, els cotxes semblaven surar i al girar es carregaven molt a un costat. En GTA V la conducció és com en els jocs de carreres, més fluida i senzilla.
A la cantonada inferior dreta es pot accedir a qualsevol dels tres personatges. En primer lloc a Franklin, després a Michael i posteriorment a Trevor. El suposat quart personatge és l'usat en la manera multijugador en línia. A sobre de cada personatge es poden veure les seves estadístiques: especial, resistència (al córrer, nedar, anar en bicicleta, etc.), tret, força, sigil, vol, conducció i capacitat pulmonar (el «Especial» es canvia pel progrés del nivell en el multijugador en línia).
A la cantonada inferior esquerra es troba el minimapa. En aquest lliurament es va canviar en comparació amb els lliuraments anteriors. Així, el minimapa és rectangular, simulant un GPS. La vista canvia depenent de com es mogui el jugador, a peu, en avió o en cotxe. A sota del minimapa hi ha unes barres que indicaran, la vida, blindatge i l'habilitat especial. 4 anys després del seu llançament, el 2017, es va descobrir que el joc albergava un espectacular recinte militar que no havia estat descobert encara.
El sistema de resposta policial va canviar en al·lusió al seu predecessor, ja que els policies arribaran al lloc on el jugador hagi comès un determinat delicte i serà buscat per ser arrestat. Per a això, al mapa apareix un punt o una creu giratòria (si arriben en helicòpter) parpellejant de vermell i blau el qual vindrà a més acompanyat d'un con que representa el seu abast visual. Si el jugador està en el seu rang de visió, immediatament alertarà totes les patrulles i unitats policials en les proximitats. Com en els altres títols de la saga, el nivell de recerca es determina per mitjà d'estrelles, sent en aquest cas fins a cinc i depenent del lloc, sigui a la ciutat o al comtat el jugador serà atacat amb forces policials més severes (que inclouen no només a les forces policials convencionals sinó també a l'FBI i a l'Exèrcit dels Estats Units que té una base a Fort Zancudo en aquest joc) i la seva persistència per a ser trobat serà més gran en rebre més estrelles.

## Personatges[calcitació]
- Michael De Santa: És un home d'uns 48 anys que sempre va vestit de forma molt elegant. Al passat havia sigut un lladre de bancs, però volia deixar aquella vida. Va decidir fer un pacte amb Dave per tal d'entregar al Trevor i ell poder lliurar-se de presó, però al franctirador va fallar el tret i va donar al Brad en coptes del Trevor, de tal manera Michael no va poder complir la seva part del tracte, per això no el van acceptar a protecció testimonis, això es deixa caure subtilment en algunes missions. Posteriorment es va traslladar a Rockford Hills, Los Santos on esperava canviar radicalment de vida, i dur una vida tranquil·la. Malauradament per ell no ho aconsegueix, ja que la seva dona es vol divorciar i treure-li tots els diners. Els dos fills del matrimoni tampoc donen suport al seu pare i fins són responsables de molts dels seus maldecaps. En aquesta descontrolada situació familiar, en la qual està perdent molts diners, Michael no té més remei que tornar a ser un delinqüent.
- Trevor Phillips: És un criminal que també té a vora 48 anys. Havia sigut un ex pilot militar, però amb el pas del temps ha anat decaient a la vida per culpa del seu habitual consum de drogues. Les drogues a més l'han fet una persona agressiva i violenta. L'experiència adquirida en la seva etapa com a pilot militar li resulta molt útil quan decideix involucrar-se en diversos atracaments a bancs.
- Franklin Clinton: És un noi de 25 anys que treballa en un negoci de cotxes de luxe. La seva enorme ambició per guanyar diners en poc temps el porta a realitzar activitats il·legals. En una d'aquestes activitats coneix a Michael, qui busca algú desesperat per fer diners que l'ajudi a dur a terme les seves perilloses missions.
- Personatge (mode Online): El jugador pot crear un personatge, masculí o femení, per a jugar en línia amb altres jugadors de Grand Theft Auto V o amb amics. Es pot escollir el sexe, l'edat i el color de pell del personatge.

## Desenvolupament
En una entrevista amb el diari anglès The Times, el novembre de 2009, el productor de Grand Theft Auto, Dan Houser, va parlar sobre el seu treball i es va prestar a contestar les preguntes que feien referència al futur de la sèrie. Després de confirmar per primera vegada que l'equip havia començat a pensar en GTA V, l'article aclaria que Houser va planejar escriure part d'un guió que ja arribava a les mil pàgines. En aquesta mateixa entrevista, Houser va explicar el volum de treball bàsic de la companyia a l'hora de crear nous jocs de la sèrie, la qual cosa va comportar pensar primer en la ciutat, i més endavant en el personatge principal. El juliol de 2010, Rockstar North anunciar set llocs de treball relacionats amb un nou títol. La signatura buscava omplir buits disponibles, incloent-hi creadors d'entorn, programadors de física i animadors de personatges. L'últim lloc de treball a cobrir buscava a «gent amb experiència professional desenvolupant videojocs d'acció en tercera persona». No sabia si Rockstar estava contractant a gent per GTA V, o si la signatura només pretenia millorar un altre videojoc, Agent. El desembre de 2010, Strauss Zelnick va dir que la companyia «no anava a fer anual» algunes de les seves millors franquícies com Grand Theft Auto o Red Dead Redemption. Zelnick va compartir amb l'agència britànica Reuters que fer això posaria en perill la seva qualitat i es faria pesat per als usuaris.

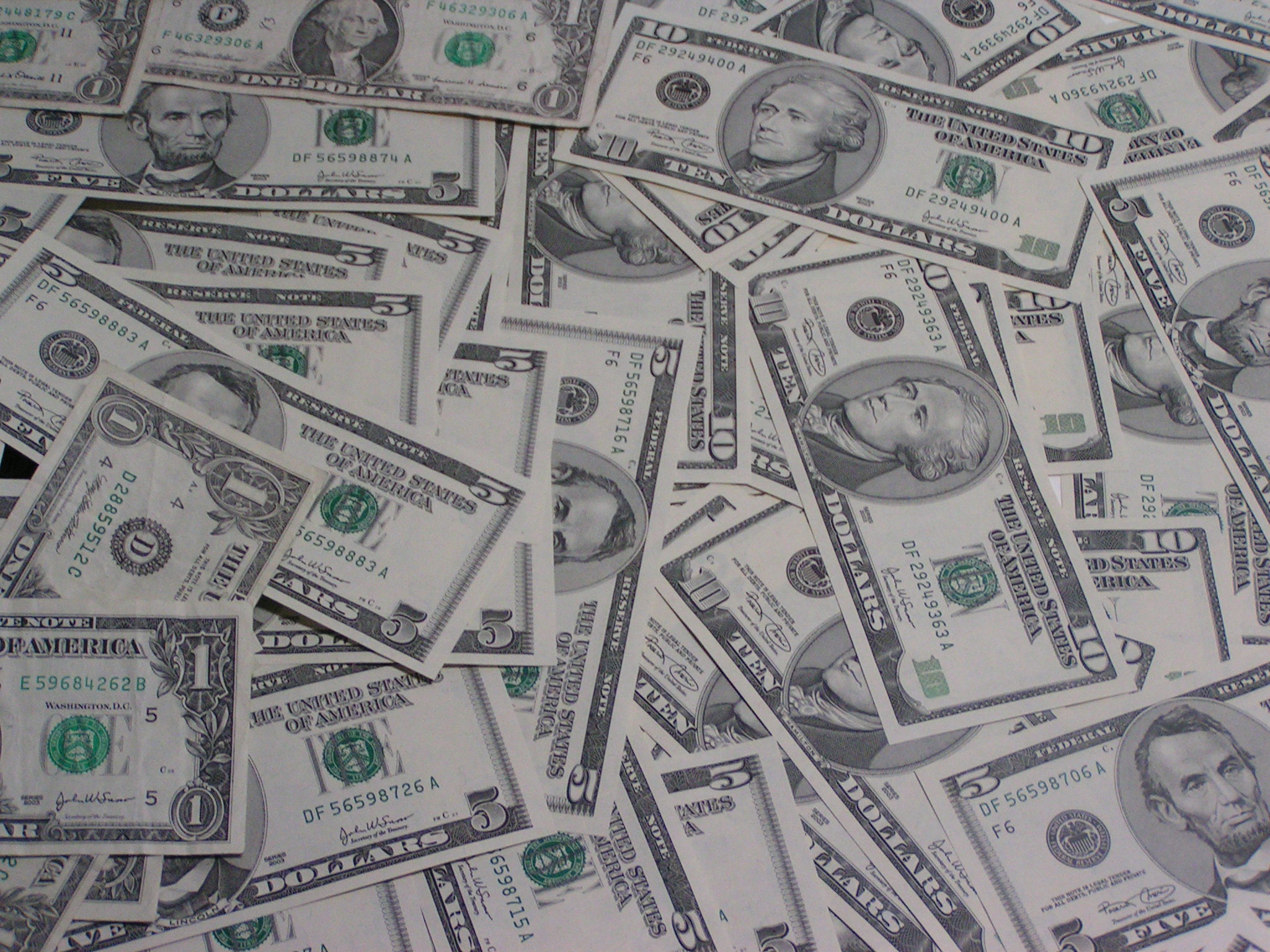

Abans que el joc fos anunciat oficialment, han tingut lloc diverses filtracions d'una suposada producció d'un GTA, incloent-hi registres de llocs web, càstings de doblatge d'anteriors personatges de Grand Theft Auto i a un editor de la pàgina web IGN que va indicar que el títol es posaria a la venda en 2012. Les primeres informacions que feien referència al joc es van fer públiques a Internet el febrer de 2011, mitjançant la filtració accidental del currículum d'un actor, al que es va sumar una llista d'adreces de llocs web registrades a nom de Rockstar amb el conegut estil GTA. Al març, es van filtrar nombroses trucades a càsting per part de Rockstar per doblar el videojoc, en un projecte conegut amb el nom en clau de «Rush» - «Urgent» en anglès -. Tenint en compte que un dels papers era el de James Pedeaston, un personatge de ràdio aparegut en Grand Theft Auto: San Andreas, el projecte se suposava relacionat amb Rockstar. El juny de 2011, fonts suposadament properes a la desenvolupadora, van donar a conèixer que el títol estava «en marxa i bastant avançat», amb retocs finals com minijocs, ja aplicats, i el llançament seria, «amb força probabilitat», el 2012. «És el més gran», van dir, donant a entendre que la magnitud de GTA V seria eminentment àmplia.
En una entrevista el juliol de 2011 amb PSM3, el cofundador de Team Bondi, Brendan McNamara, va respondre a una sèrie de preguntes sobre si Rockstar estava considerant utilitzar el sistema MotionScan per al seu pròxim GTA. McNamara va respondre que «sí, crec que ho estan tenint en compte per a cada joc. De la mateixa manera que L.A. Noire és un gran joc, Grand Theft Auto és increïblement gran també, així que és normal tenir problemes amb l'enorme repartiment del guió, i amb totes les frases que caldria gravar i altres. Òbviament, ens agradaria que ho utilitzessin, i són més que benvinguts d'usar MotionScan, encara que si decideixen que no és adequat per a aquest joc, i prefereixen usar-lo en un altre, també ens sembla fantàstic».
El dia 9 de juliol de 2013 va sortir a la llum el primer enregistrament oficial del joc, de la mà de Rockstar, en el qual es podia veure per primera vegada el seu nivell gràfic i la seva jugabilitat entre els seus tres personatges principals: Michael, Trevor i Franklin. El dia 15 d'agost de 2013 es va estrenar un tràiler on es mostrava Grand Theft Auto Online, que seria la manera multijugador en línia de Grand Theft Auto V. En aquest, un món obert igual al del joc individual, es comparteix escenari amb altres 16 jugadors els que poden comprar propietats i vehicles a Los Santos, crear colles o competir en maneres tradicionals de joc. El dia 29 d'agost de 2013 es va donar a conèixer el tràiler oficial, en què Michael relatava el perquè va tornar al negoci de robar bancs i cometre atracaments. Actualment els MODS (alteracions del joc per usuaris aliens a RockStar) estan prohibides en la manera online i durant un temps en la manera offline.

### Anunci i estrena
El 25 d'octubre de 2011, Rockstar Games va modificar la portada del seu lloc web per promocionar el logotip de Grand Theft Auto V. La «V» d'aquest logotip tenia un entramat similar a la textura dels bitllets dels dòlars nord-americans. Un breu missatge imprès sota el logotip indicava que un avanç estaria disponible el 2 de novembre de 2011. El 26 d'octubre de 2011, dins de la pàgina web de Rockstar, es va inserir un compte enrere de temps que reflectia l'hora a la qual es publicaria aquest avanç. Les accions de Take-Two Interactive, la companyia matriu de Rockstar Games, es van disparar en un 7% en els moments posteriors a la revelació que Grand Theft Auto V estava en desenvolupament.

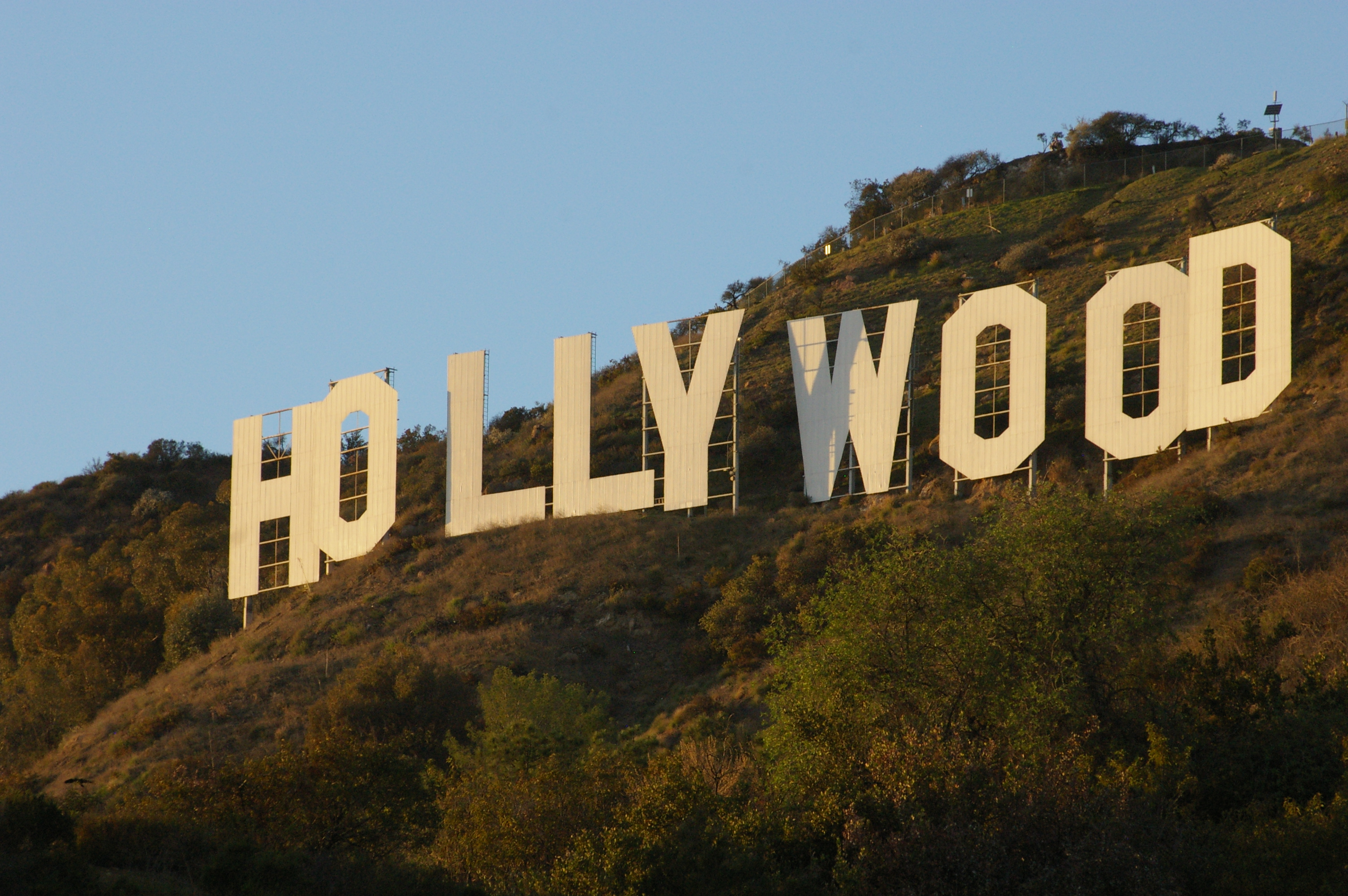

El 26 d'octubre, el lloc web de videojocs Kotaku ha assenyalat que els rumors sobre si Rockstar anava a recrear la ciutat de Los Angeles per GTA V «eren certs» segons «fonts pròximes al joc». Kotaku va dir a més que GTA V anava a tenir la seva localització en «alguna versió de Los Angeles».
El 2 de novembre, Rockstar Games va publicar el primer avanç de Grand Theft Auto V, brindant als seguidors una primera ullada al proper títol. El tràiler va revelar el lloc on, en principi, es desenvoluparia l'acció: Los Santos, una ciutat fictícia basada a Los Angeles i en els voltants de la zona de l'estat de Califòrnia, incloent-hi Hollywood (conegut com a «Vinewood» en el videojoc), així com turons i valls rurals característics de la zona. Algunes característiques addicionals revelades en el tràiler inclouen golf, avions, motos d'aigua, gimnasos i persecucions policials. La cançó utilitzada en el vídeo és del grup britànic Small Faces, anomenada «Ogdens' Nut Gone Flake».
El 3 de novembre, Rockstar Games va anunciar que Grand Theft Auto V estava en ple desenvolupament i que tindria lloc a Los Santos i «els seus voltants: turons, zones rurals i platges», a més que «seria el joc més gran i més ambiciós que Rockstar hagi creat mai », descrit per Sam Houser com«una reinvenció radical de l'univers de Grand Theft Auto ». Take-Two va definir a GTA V com«una nova direcció en la llibertat del videojoc de món obert, en el relat de la història, en l'estil de joc basat en missions i en la manera multijugador en línia»; i que alhora confirmava que la història se centraria en la recerca del totpoderós dòlar en una reinventada zona de l'actual sud de Califòrnia.

## Llançament
El president del departament de videojocs de la cadena britànica HMV, Tim Ellis, va dir que l'anunci de GTA V portaria amb si una nova empenta al mercat. Ellis va explicar a MCV que el llançament d'un nou GTA és «un fantàstic desenvolupament que injectarà una gran excitació en el mercat del videojoc per als seguidors, els venedors i succedanis», afegint que Rockstar «s'enfrontaria al desafiament de donar als usuaris un altre brillant joc que és tan bo, si no millor, que tot el vist fins al moment».
El 30 d'octubre de 2012, Rockstar Games va anunciar que el llançament de Grand Theft Auto V es produiria a la primavera de 2013 (hemisferi nord) per a PlayStation 3 i Xbox 360. La pre venda començar el 5 de novembre de 2012. Més tard, el gener de l'any següent, va ser confirmada la data de llançament del videojoc: el 17 de setembre de 2013. Aquesta data, però, va ser aproximadament quatre mesos més tard del que inicialment informat per Rockstar, de manera que la companyia va demanar disculpes i va assegurar que «valdrà la pena» esperar temps extra, ja que el joc encara no estaria llest per a la primavera. Amb relació a una versió per a PC, Rockstar va indicar que, en aquell moment (novembre de 2012), simplement «estaven considerant» portar el joc a aquesta plataforma. Va tenir un gran èxit cada vegada que el títol era publicat i milers d'usuaris havien reclamat una versió per a PC. La plataforma Change.org va presentar una moció que ja acumulava més d'1 650 000 signatures. El 17 de setembre de 2013 el joc va ser llançat per Rockstar Games.

## Rellançament
En l'E3 2014, es va anunciar un rellançament del joc, programat per a ser llançat en el segon semestre del 2014 per a Microsoft Windows, PlayStation 4 i Xbox One. Aquesta versió millorada del joc compta amb una distància més llarga de dibuixat, detalls més fins de textura, el trànsit més dens i una major resolució, així com la nova fauna, la vegetació i els efectes meteorològics actualitzats. Els jugadors són capaços de transferir personatges i progressió de Grand Theft Auto en línia de la Xbox 360 i PlayStation 3 a les noves plataformes. A més, la versió de Windows compta amb un editor de repeticions que permet als jugadors crear videoclips de la seva jugabilitat. També s'ha anunciat la nova manera de jugabilitat per a les consoles PlayStation 4 i Xbox One, així com la PC. Es tracta d'una modalitat en primera persona que li dona al jugador una perspectiva més real i cridanera des del punt de vista del personatge.
Després del llançament de sengles edicions per PlayStation 4 i Xbox One en 2014, sumat a l'arribada d'una versió per a PC en 2015, Rockstar Games va anunciar l'11 d'agost de 2015 que Grand Theft Acte V havia aconseguit distribuir 54 milions de còpies fins a aquest moment, dos anys després de l'llançament original en PlayStation 3 i Xbox 360.

## Recepció

### Crítica
Grand Theft Auto V va rebre elogis per part de la crítica universal. Molts crítics van elogiar la història, la presentació i el món obert del videojoc. La versió de Xbox 360 va rebre un 97/100 en Metacritic, convertint-se així en el segon videojoc classificat amb la puntuació més alta de la pàgina web (juntament amb Grand Theft Auto IV) només superat per The Legend of Zelda: Ocarina of Time. La versió de PlayStation 3 també va rebre un 97/100, convertint-se així en el tercer costat d'un altre videojocs com Super Mario Galaxy, Super Mario Galaxy 2, Tony Hawk 's Pro Skater 3 i Grand Theft Auto III.
Keza MacDonald d'IGN va elogiar el desenvolupament dels protagonistes principals, ja que va ajudar el fet que la història tingués un millor ritme i va eliminar les incoherències que la història de Grand Theft Auto IV tenia. També va elogiar el món obert del videojoc i va opinar que dona la sensació d'un «món vivent» com a Grand Theft Auto: San Andreas.
Els pares de família han expressat la seva disconformitat amb les escenes de nus frontals, sol·licitud de serveis a prostitutes i consum de drogues. La qualificació PEGI (europea) ha estat apropiada (majors de 18), i la classificació ESRB (nord-americà) com «M» (públic madur) ha estat criticada, ja que les organitzacions familiars consideraven que havia d'haver estat «AO» (adults només), pel fet que una petita part de les persones podien ser incitades a realitzar aquesta mena d'actes.

### Ventes
Al cap de 24 hores del seu llançament, Grand Theft Auto V va generar més de 800 milions de dòlars en ingressos mundialment, el que equival a aproximadament 11.210.000 de còpies venudes per Take-Two Interactive. Els números gairebé van duplicar les expectatives que tenien els analistes respecte al joc. Tres dies després de la seva sortida al mercat, el joc havia superat els mil milions de dòlars en vendes, per la qual cosa es va convertir en el producte d'entreteniment més venut en la història. Sis setmanes després, Rockstar havia enviat gairebé 29 milions de còpies del joc a minoristes, superant les xifres de Grand Theft Auto IV. El 7 d'octubre de 2013, el joc es va convertir en el llançament digital més venut en PlayStation Store per a la videoconsola PlayStation 3, superant la marca establerta anteriorment per The Last of Us, encara que no es van revelar les xifres de vendes numèriques. El 18 d'octubre es va posar a la venda una versió digital per a la Xbox 360, la qual es va convertir en l'adaptació més rendible en un primer dia i setmana a Xbox Live.
El maig de 2014, el joc havia generat gairebé 1980000000 de dòlars en ingressos. A partir d'agost, el joc havia venut més de 34 milions d'unitats a minoristes per PlayStation 3 i Xbox 360. A finals d'any, al desembre, el joc portava venudes 45 milions de còpies, incloent-hi 10 milions de la versió reeditada. En 2017 es va convertir en el segon videojoc més venut de la història amb més de 60 milions de còpies, per darrere de Wii Sports. L'abril de 2018, el joc es convertí en un dels productes d'entreteniment més rendibles de tots els temps. Gairebé un any després, el maig de 2019, el joc portava venudes 110 milions de còpies a tot el món.

## Controvèrsies

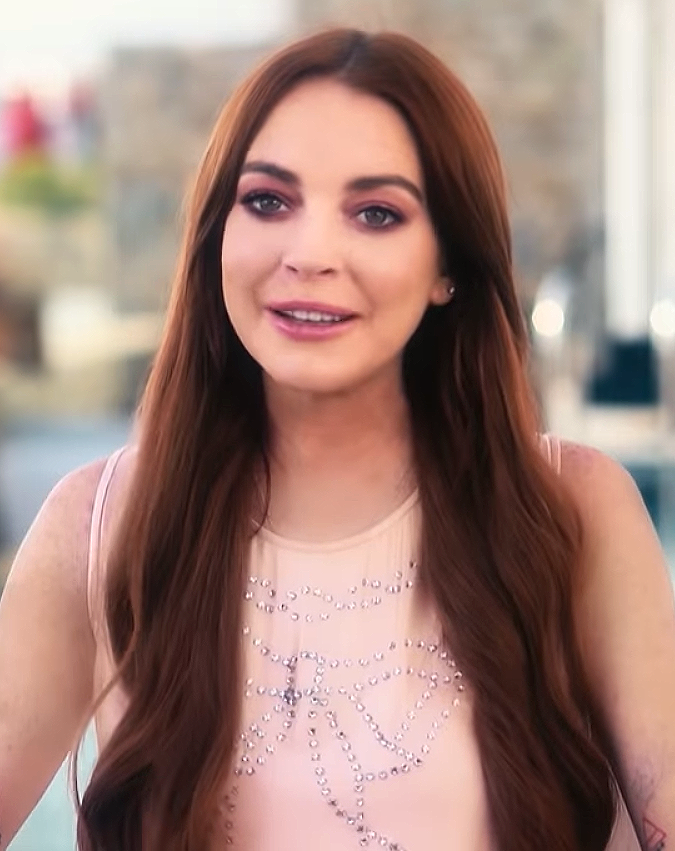

El joc ha generat diverses controvèrsies relacionades amb la seva violència i la seva forma de representar les dones. La missió «By the Book» va generar debat entre els comentaristes per la seva descripció de la tortura. En aquesta comesa, Trevor interroga un home -el Sr. K per obtenir informació sobre un fugitiu azerbaidjanès que representa una amenaça per a la Federal Investigation Bureau (FIB); usa diversos objectes d'un equip de tortura que els jugadors poden seleccionar d'una taula. Una vegada que el Sr. K proporciona a la FIB la informació, se li demana a Trevor que el mati, però en canvi el porta a l'aeroport i li deixa escapar. Mentre condueix a Sr. K, Trevor fa un monòleg sobre la ineficàcia de la tortura, assenyalant la disposició del Sr. K per proporcionar la informació sense patir, i expressant que la tortura es fa servir com un joc de poder «per fer valer la pena».
També es va convertir en objecte d'un ampli debat en línia sobre la seva representació de la dona, especialment després de la reacció de la periodista de GameSpot Carolyn Petit, que en la seva ressenya comentar que el joc era misogin. Després que la revisió de Petit rebés més de 20 000 comentaris negatius a través de la pàgina web, molts periodistes van defensar el seu dret a opinar i van lamentar l'actitud defensiva de la comunitat de jugadors davant les crítiques. La celebritat televisiva Karen Gravano i l'actriu Lindsay Lohan van presentar demandes contra Rockstar al·legant que alguns dels personatges del joc se'ls assemblaven; les seves peticions van ser posteriorment desestimades. La cadena de grans magatzems Target Austràlia va retirar el joc dels seus tres-centes botigues, després d'una petició de Change.org contra les representacions de violència cap a les dones en el joc.

## Llegat
Els crítics van coincidir que Grand Theft Auto V és un dels millors jocs de consola de setena generació, així com un excel·lent títol de tancament abans de l'aparició de la vuitena generació. Chris Palnte, de la pàgina web Polygon, va observar que el joc «serveix de pont entre el present i el futur dels jocs» i el va declarar com «el tancament d'aquesta generació i el punt de referència per a la pròxima». Simon Miller, de VideoGamer.com, el va considerar «l'últim cant del cigne per a aquest cicle de consola» que «significa una llarga ombra sobre el següent. »Tres dies després del seu llançament, el joc va ocupar el segon lloc en la llista dels «25 millors videojocs de Xbox 360» d'IGN. L'editor Ryan McCaffrey va considerar que l'escala i els detalls del món obert van superar a la majoria dels altres jocs de Xbox 360; d'altra banda, el va qualificar de «un triomf tant per als jugadors com per al medi en si mateix, i mereix el seu gran èxit». El novembre de 2013, Hardcore Gamer va col·locar el videojoc en la seva llista «Top 100 jocs de la generació». Van citar les seves millores en la mecànica de tir i conducció de vehicles respecte als seus predecessors, i van considerar el disseny de múltiples protagonistes com «un canvi de ritme benvingut» que podria convertir-se en un punt de referència per als jocs de la vuitena generació. En desembre, The Daily Telegraph va incloure el joc en el seu llistat dels «50 millors jocs de la generació de consoles»; el van anomenar com un «gegant cultural» que «serà el llegat durador de Rockstar».
Posteriorment, el gener de 2014, Computer and Video Games va classificar al joc en el quart lloc de la llista de «Jocs de la generació del 1 al 20». L'editor Rob Crossley va dir que, per primera vegada, Rockstar va crear un món obert «absolutament bonic». Al maig, IGN ho va classificar en el vuitè lloc de la seva llista Top 100 Games of the Generation i el va anomenar «pont enorme, escandalós i tremendament ambiciós cap a la [vuitena] generació de jocs de consola». el mes següent, va quedar en tercer lloc en la llista «Jocs d'una generació: el teu top 100» d'IGN, realitzada a través d'una votació dels lectors del lloc. L'agost, Game Informer ho va posicionar tercer en la seva llista «Top 10 jocs d'acció de la generació». Van comparar la qualitat del joc amb la del seu antecessor, però van pensar que la configuració del seu conjunt de personatges, les seves variades missions i el multijugador estaven per sobre de Grand Theft Auto IV a la llista. També van escriure sobre el drama absurd de la història i la immensitat del món obert, i van assegurar que no es «van penedir ni un segon» de jugar al joc. Al novembre, Edge ho va nomenar com el cinquè millor joc de la seva generació i va comentar que «cap altre estudi de videojocs s'atreveix a intentar un joc de món obert perquè simplement no hi ha possibilitat de mesurar [els seus] estàndards». El 2015, la revista el va qualificar del segon millor videojoc de tots els temps. Va comptar amb el vuitè lloc en la llista «100 millors videojocs de tots els temps» de la revista Empire i el cinquè en la llista dels cent millors jocs del programa de televisió Good Game. Va ser el joc més piulat de 2015, tot i haver estat llançat un any abans.